# Ilja A. Seržant
Ilja A. Seržant (* 1977) ist ein deutscher Slawist.

## Leben
Er erwarb 2005 den M.A. in Indogermanischer Vergleichender Historischer Linguistik und Klassischer Philologie (Altgriechisch) an der Universität zu Köln, 2011 den Dr. phil. an der Universität zu Köln und die Habilitation 2018 in Allgemeiner Linguistik, Philosophische Fakultät, Universität zu Köln. Seit 2020 ist er Professor an der Christian-Albrechts-Universität Kiel für slawische Linguistik. Im April 2022 nahm er eine Professur für slawische Linguistik an der Universität Potsdam an.

## Schriften (Auswahl)
- mit Leonid Kulikov (Hg.): The diachronic typology of non-canonical subjects. Amsterdam 2013, ISBN 978-90-272-0607-7.
- Das Kausativ im Tocharischen. München 2014, ISBN 978-3-86288-473-5.
- mit Björn Wiemer (Hg.): Contemporary approaches to dialectology. The area of North, North-West Russian and Belarusian dialects. Bergen 2014, ISBN 978-82-90249-38-5.
- mit Dariya Rafiyenko (Hg.): Postclassical Greek. Contemporary approaches to philology and linguistics. Berlin 2020, ISBN 3-11-067672-9.